# خوسيه أنطونيو تشانغ
خوسيه أنطونيو تشانغ (بالإسبانية: José Antonio Chang)‏ هو سياسي بيروفي، ولد في 19 مايو 1958 في ليما في بيرو. حزبياً، نشط في التحالف الثوري الشعبي الأمريكي. وقد انتخب رئيس مجلس الوزراء البيروفي ‏.